# Chung Tường
Chung Trường (giản thể: 钟祥; phồn thể: 鐘祥; bính âm: Zhōngxiáng) là một thành phố cấp huyện thuộc địa cấp thị Kinh Môn, tỉnh Hồ Bắc, Trung Quốc. Đây là một thành phố có văn hóa và lịch sử lâu đời tại Trung Quốc, từng là một trong những cái nôi của nền văn minh từ thời nhà Chu.

### Nhai đạo
- Dĩnh Trung (郢中街道), 49 km², 170.991 người

### Trấn
- Dương Tử (洋梓镇), 403 km², 68.341 người
- Trường Thọ (长寿镇), 275 km², 27.535 người
- Phong Nhạc (丰乐镇), 162 km², 68.700 người
- Hồ Tập (胡集镇), 393 km², 129.891 người
- Song Hà (双河镇), 235 km², 46.220 người
- Lân Khoáng (磷矿镇), 219 km², 47.092 người
- Văn Tập (文集镇), 128 km², 44.405 người
- Lãnh Thủy (冷水镇), 314 km², 47.393 người
- Thủy Bài (石牌镇), 295 km², 84.296 người
- Cựu Nhật (旧口镇), 201 km², 103.514 người
- Sài Hồ (柴湖镇), 225 km², 95.663 người
- Trường Than (长滩镇), 153 km², 20.338 người
- Đông Kiều(东桥镇), 256 km², 24.085 người
- Khác Điếm (客店镇), 293 km², 14.581 người
- Trương Tập (张集镇), 289 km², 22.805 người

### Hương dân tộc
- Hương dân tộc Hồi Cửu Lý (九里回族乡), 99 km², 16.718 người